# برايان أوديا
برايان أوديا (بالإنجليزية: Brian O'Dea)‏ هو مهرب مخدرات أيرلندي، ولد في 1948 في دومينيون نيوفاوندلاند.